# Jan Hyllander
Jan Ivar Hyllander, född 26 december 1958 i Rio de Janeiro i delstaten Rio de Janeiro i Brasilien, är en svensk ämbetsman.

## Biografi
Hyllander avlade filosofie kandidat-examen vid Uppsala universitet 1985 och anställdes samma år som utredningssekreterare i Studiemedelskommittén. Han var fakultetsmedlem och lärare vid Geneva Centre for Security Policy 1999–2003. Sedan 2003 är han anställd vid Försvarsdepartementet: som ställföreträdande enhetschef 2003–2007, som departementsråd och huvudsekreterare i Försvarsberedningen 2007–2009, som departementsråd och chef för enheten ESIS 2009–2011 och som departementsråd sedan 2011.
Jan Hyllander invaldes 2011 som ledamot av Kungliga Krigsvetenskapsakademien.